# Dick Erixon
Dick Erixon (ur. 16 lipca 1962 w Sztokholmie) – szwedzki dziennikarz, publicysta, przedsiębiorca i polityk, poseł do Parlamentu Europejskiego X kadencji.

## Życiorys
Kształcił się w zakresie nauk politycznych. Działał w Partii Centrum, był sekretarzem jej organizacji studenckiej Centerns Högskoleförbund. Pracował m.in. w zajmującym się mediami instytucie Näringslivets medieinstitut oraz w think tanku Timbro. Od drugiej połowy lat 90. prowadził własną działalność gospodarczą, zajmując się doradztwem księgowym. W latach 1999–2002 był głównym publicystą w gazecie finansowej „Finanstidningen”. Na potrzeby wyborów w 2002 współtworzył ugrupowanie Fria Listan, które nie uzyskało parlamentarnej reprezentacji.
W latach 2007–2016 pełnił funkcję przewodniczącego Medborgarrättsrörelsen i Sverige, organizacji działającej na rzecz praw obywatelskich. Od 2010 był menedżerem finansowym organizacji pozarządowej Noaks Ark, wspierającej osoby zakażone wirusem HIV. W 2016 został redaktorem naczelnym i wydawcą należącej do Szwedzkich Demokratów gazety internetowej „Samtiden”. W latach 2020–2024 był też wydawcą konserwatywnego kanału informacyjnego na platformie YouTube pod nazwą Riks. Ustąpił z tej funkcji w związku z kandydowaniem w wyborach w tymże roku do Europarlamentu z ramienia SD. W wyniku głosowania z czerwca 2024 uzyskał mandat posła do Parlamentu Europejskiego X kadencji.

## Publikacje
- Ett brutet löfte (współautor z Ulfem Kristerssonem i Widarem Anderssonem), Timbro, Sztokholm 1995, ISBN 91-7566-299-X.
- Rikstingstalen – En studie av Thorbjörn Fälldins budskap, Nerthus, Sztokholm 1996, ISBN 91-88652-03-3.
- En väg ut, Timbro, Sztokholm 1997, ISBN 91-7566-353-8.
- Vad är marknadsekonomi?, Företagarnas riksorganisation, Sztokholm 1998, ISBN 91-87418-61-4.
- Borgerlighetens val, Timbro, Sztokholm 1998, ISBN 91-7566-399-6.
- Svaghetens moral, Timbro, Sztokholm 1999, ISBN 91-7566-410-0.
- Maktspelet i vården, Timbro, Sztokholm 1999, ISBN 91-7566-433-X.
- Bakom vårdpolitikens dimridåer, Timbro/CVV, Sztokholm 2000, ISBN 91-7566-461-5.
- Vårdens skilda världar, Timbro/CVV, Sztokholm 2001, ISBN 91-7566-483-6.
- Välfärd i stället för ättestupa (współautor z Sarą Öberg), Timbro/CVV, Sztokholm 2002, ISBN 91-7566-500-X.
- Vård och skola utan konsumentmakt, Timbro/CVV, Sztokholm 2003, ISBN 91-7566-543-3.
- Statlig opinionsbildning är diskriminerande, Medborgarrättsrörelsen, Sztokholm 2008, ISBN 978-91-85919-01-7.